# Leptobrachella natunae
Leptobrachella natunae là một loài lưỡng cư thuộc họ Megophryidae.
Đây là loài đặc hữu của Indonesia.
Môi trường sống tự nhiên của chúng là rừng ẩm vùng đất thấp nhiệt đới hoặc cận nhiệt đới và sông ngòi.